# Берен ле Форбах
Берен ле Форбах (фр. Behren-lès-Forbach) насеље је и општина у североисточној Француској у региону Лорена, у департману Мозел која припада префектури Форбаш.
По подацима из 2011. године у општини је живело 7.847 становника, а густина насељености је износила 1416,43 становника/km². Општина се простире на површини од 5,54 km². Налази се на средњој надморској висини од 300 метара (максималној 382 m, а минималној 243 m).

## Демографија
| 1962.  | 1968.  | 1975.  | 1982.  | 1990.  | 1999.  | 2011. |
| ------ | ------ | ------ | ------ | ------ | ------ | ----- |
| 10.486 | 12.512 | 12.015 | 11.152 | 10.291 | 10.073 | 7.847 |

График промене броја становника у току последњих година